# Statue-menhir de la Coste
La statue-menhir de la Coste est une statue-menhir appartenant au groupe rouergat découverte à Broquiès, dans le département de l'Aveyron en France.

## Description
Elle a été découverte en  1898 par M. Audouard près du hameau de La Coste. Elle a été gravée sur une dalle de grès importé, le site d'extraction le plus proche étant situé à environ 4 km. Elle mesure 0,92 m de hauteur sur 0,46 m de largeur et 0,23 m d’épaisseur. La statue est complète mais assez usée.
C'est une statue-menhir masculine. Elle comporte un visage, très petit, des bras très courts, des mains avec de longs doigts. Les jambes sont jointives, elles ne comportent pas d'orteils. Le personnage porte une ceinture à décor de chevrons, un baudrier, « l'objet », un arc et une flèche, placés au niveau du cœur. L'objet a été ultérieurement effacé par martelage.
La statue originale est conservée au musée Fenaille à Rodez. Une copie a été dressée au bord de la départementale D25 au niveau d'une aire de pique-nique.